# Balvis distrikt
Balvis distrikt (lettisk: Balvu rajons) er et tidligere administrativt område i landsdelen Letgallen i det syd-østlige Letland. Udover den centrale administration bestod Balvis distrikt af 21 selvstyrende enheder: 2 byer samt 19 pagaster. Balvi distrikt ophørte med at eksistere i forbindelse med kommunalreformen af 2009.

## Selvstyrende enheder underlagt Balvis distrikt
- Baltinavas pagasts
- Balvi by
- Balvi pagasts
- Bērzkalnes pagasts
- Bērzpils pagasts
- Briežuciems pagasts
- Krišjāņu pagasts
- Kubulu pagasts
- Kupravas pagasts
- Lazdukalns pagasts
- Lazdulejas pagasts
- Medņevas pagasts
- Rugāju pagasts
- Susāju pagasts
- Šķilbēņu pagasts
- Tilžas pagasts
- Vectilžas pagasts
- Vecumu pagasts
- Viļaka by
- Vīksnas pagasts
- Žīguru pagasts

57°07′48″N 27°15′50″Ø / 57.13°N 27.2639°Ø